# Katha, Myanmar
Katha (tiếng Miến Điện: ကသာ; MLCTS: ka. sa, đôi khi viết là Kathar) là thị trấn huyện lỵ của huyện Katha, vùng Sagaing, Myanma. Thị trấn nằm bên bờ tây sông Ayeyarwady. Hầu hết địa hình của thị trấn có độ cao trên 10 mét so với mặt sông. Thị trấn này cách Mandalay khoảng 12 giờ đi tàu hỏa về phía bắc.